# Star Screen Award/Bestes Drehbuch
Der Star Screen Award Best Screenplay ist eine Kategorie des indischen Filmpreises Star Screen Award.
Der Star Screen Award Best Screenplay wird von einer angesehenen Jury der Bollywoodfilmindustrie gewählt. Die Gewinner werden jedes Jahr im Januar bekanntgegeben.
Sanjay Leela Bhansali hat diesen Preis schon zweimal in Empfang genommen.
Liste der Gewinner:
| Jahr | Film                           | Drehbuchautor                                         |
| ---- | ------------------------------ | ----------------------------------------------------- |
| 1995 | Hum Aapke Hain Koun...!        | Sooraj R. Barjatya                                    |
| 1996 | Haqeeqat                       | Rajesh Kaul & Praful Parikh                           |
| 1997 | Raja Hindustani                | Robin Bhatt                                           |
| 1998 | Border                         | Jyoti Prakash Dutta                                   |
| 1999 | Satya                          | Anurag Kashyap & Saurabh Shukla                       |
| 2000 | Hum Dil De Chuke Sanam         | Sanjay Leela Bhansali & Kenneth Philips               |
| 2001 | Kaho Naa... Pyaar Hai          | Honey Irani & Ravi Kapoor                             |
| 2002 | Lagaan                         | Ashutosh Gowariker, Kumar Dave & Sanjay Dayma         |
| 2003 | Company – Das Gesetz der Macht | Jaideep Sahni                                         |
| 2004 | Kal Ho Naa Ho                  | Karan Johar                                           |
| 2005 | Ek Hasina Tha                  | Pooja Ladha Surti                                     |
| 2006 | Black                          | Sanjay Leela Bhansali, Prakash Kapadia & Bhavani Iyer |
| 2007 | Rang De Basanti                | Rakeysh Omprakash Mehra & Ronnie Screwvala            |
| 2008 | Life... In A Metro             | Anurag Basu                                           |